# Campeonato Brasileiro de Showbol de 2010
O Campeonato Brasileiro de Showbol de 2010 foi um campeonato da modalidade esportiva Showbol realizado entre os dias 25 de Março e 30 de Abril de 2010.
Foi vencido pelo Flamengo por 9 x 7 e teve como vice-campeão o Corinthians.
Neste ano, se classifcam não só os primeiros times dos grupos já que o segundo melhor segundo colocado também se classifica.

## Grupos
Grupo A
- Corinthians
- Vasco da Gama
- Internacional
- Grêmio

Grupo B
- Flamengo
- Cruzeiro
- São Paulo
- Palmeiras

Grupo C
- Fluminense
- Botafogo
- Atlético MG
- Santos

NOTA: Em Negrito os times classificados para a próxima fase

## Semi-Finais
- Corinthians 10 x 7 Palmeiras
- Flamengo 10 x 6 Fluminense

## Final
Flamengo 9 x 7 Corinthians
Flamengo
- Robertinho
- Gelson Baresi
- Júnior Baiano
- André Cruz
- Emerson
- Piá
- Alcindo
- Marquinhos
- Fabio Baiano
- Djalminha
- Selé

Corinthians
- Dagoberto
- Guiney
- Henrique
- Carlinhos
- Pereira
- Gino
- Paulo Sérgio
- Robert
- Viola
- João Paulo
- Dinei

Gols
- Flamengo: Djalminha (4), Fabio Baiano (3), André Cruz (1), Piá (1)
- Corinthians: Paulo Sérgio (4), Viola (2), Dinei (1)

Cartões AmarelosAlcindo, Piá
Árbitro
- Oscar Roberto Godói

| Campeão Brasileiro 2010 Showbol |
| Rio de Janeiro.                 |
| ------------------------------- |
| FLAMENGO (2º Título)            |